# 25 (álbum de Adele)
25 es el tercer álbum de estudio de la cantautora británica Adele. Salió a la venta el 20 de noviembre de 2015 a través de los sellos discográficos XL y Columbia, cuatro años después del lanzamiento de 21 (2011). El álbum se titula como un reflejo de su vida y estado de ánimo a sus 25 años. Descrito por la intérprete como un «álbum de reconciliación», que en sus canciones aborda temas acerca del «anhelo de su antigua personalidad, su nostalgia», la «melancolía sobre el paso del tiempo», la maternidad y el arrepentimiento, de acuerdo con Adele en una entrevista a Rolling Stone. Tras el éxito de 21, Adele pensó dejar la industria de la música y salir de ella de una manera positiva; sin embargo, cambió de idea y decidió tomarse un año sabático y criar a su primer hijo. Durante ese período, intentó componer canciones, pero sufrió con el bloqueo del escritor, lo que la llevó a pensar que había perdido su habilidad para escribir canciones. En 2013, Adele tuvo un gran avance y el material que logró escribir eventualmente se convirtió en 25, en el que trabajó hasta el año 2015. Al igual que con 21, Adele colaboró con los productores y compositores Paul Epworth y Ryan Tedder. Por otra parte, trabajó por primera vez con Max Martin, Shellback, Greg Kurstin, Danger Mouse, The Smeezingtons, Samuel Dixon y Tobias Jesso Jr.
25 recibió reseñas generalmente positivas de los críticos, quienes en su mayoría elogiaron la interpretación vocal de la artista. Asimismo, tuvo un éxito en ventas al entrar en la primera posición en más de veinte listas musicales y rompió récords de ventas en su primera semana en varios países, entre los que incluye Reino Unido y Estados Unidos, donde vendió 3.38 millones de copias en su semana de lanzamiento, la mayor cifra registrada en una sola semana en dicho territorio desde que Nielsen SoundScan comenzó a registrar las compras de música en 1991. 25 se convirtió en el álbum más vendido mundialmente en 2015, con 17.4 millones de unidades, y desde entonces ha vendido 22 millones de copias a nivel mundial. Varios periodistas comentaron que 25 impactó en la industria de la música, alentando al público a volver a comprar álbumes en formato físico, en lugar de descarga o streaming.
Contiene los exitosos sencillos «Hello», «When We Were Young», «Send My Love (To Your New Lover)» y «Water Under the Bridge» los cuales fueron lanzados para promocionar el álbum. «Hello» fue el primero convirtiéndose en una canción número uno a nivel internacional, así como también el sencillo digital más vendido en los Estados Unidos., con más de un millón de copias vendidas en una semana de su lanzamiento. En 2016, en la 36.ª entrega los Brit Awards Adele recibió cuatro galardones, entre ellos ‹álbum británico del año› por 25, y en 2017 en la 59.ª edición de los Premios Grammy ganó cinco galardones, incluido álbum del año. Para seguir con la promoción el álbum, Adele inició una gira mundial de conciertos, titulada Adele Live 2016, que empezó el 29 de febrero de 2016 y finalizó el 30 de junio de 2017. La gira batió numerosos récords de asistencia en todo el mundo y recaudó más de 190 millones de dólares.

## Antecedentes y desarrollo
Después de la publicación de 21 (2011), que fue el disco más vendido en 2011 y 2012, y que vendió más de treinta millones de copias mundialmente, Adele consideró abandonar la industria musical y terminar su carrera de buena manera, porque le preocupaba que su siguiente álbum no estuviese a la altura de 21. Además porque pensaba que «quizás a todos les gusta lo que han escuchado de mí». Pero cuando los medios la interpelaron a principios de 2012 con respecto a su tercer material, anunció que simplemente estaba tomando un descanso y viviendo un poco más para poder hacer música nueva, a su vez comentó que su tercer álbum podría tener al menos dos años de diferencia de 21. En octubre de 2012, tras el nacimiento de su primer hijo, Angelo, la artista se inspiró para iniciar la grabación de música nuevamente con el propósito de mostrarle a su hijo que es lo que ella hace como artista. Antes de comenzar con la grabación del disco, Adele tomó la decisión de no tratar de hacer otro 21 ni mucho menos otro «álbum de desamor».
En mayo de 2014 Adele, para su cumpleaños veintiséis, tuiteó un mensaje en el que se despidió de su edad veinticinco. Por lo que muchos medios de comunicación, periodistas y aficionados «creyeron ver una alusión al posible título de su» tercer disco, considerando que sus dos álbumes previos, 19 y 21, los tituló con la edad en la que empezó a componer y a grabar sus temas. Además se especuló que sería lanzado a finales de 2014. Pero a inicios de octubre de 2014, XL Recordings, sello representante de Adele, emitió un comunicado de prensa en el que desmintió la supuesta publicación de un nuevo álbum de la artista, alegando que si lanzaban un disco en 2014, se verían perjudicados en ventas; sin embargo, al ser filtrados correos electrónicos confidenciales de la compañía Sony en 2015, se verificó que dicho álbum si estaba pautado para ser lanzado en los últimos meses de 2014.

### Composición y grabación

#### Primeras sesiones de grabación y bloqueo del escritor

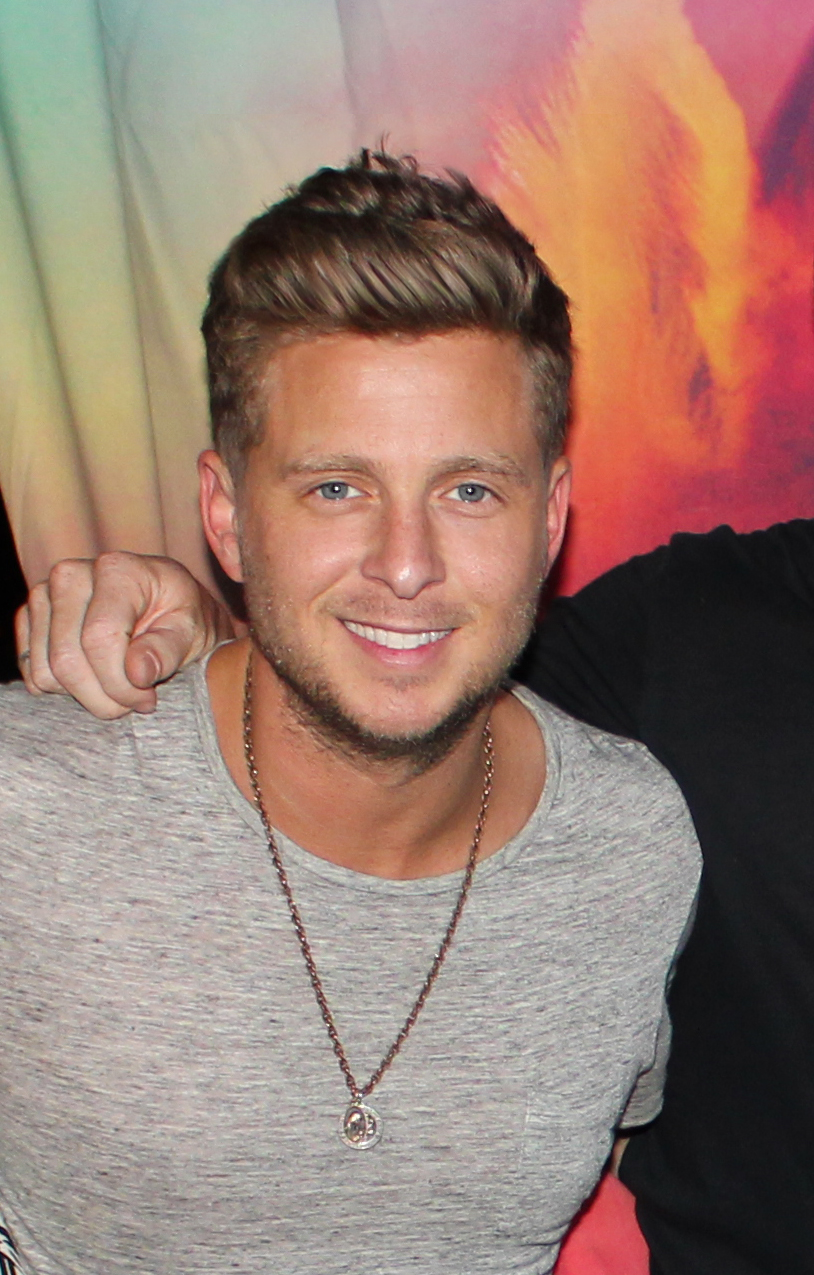
Las sesiones de grabación con Ryan Tedder no dieron muy buenos resultados; sin embargo, coescribió con Adele la balada «Remedy».

El 10 de febrero de 2013, tras bastidores en los Premios Grammy, Adele confirmó que ya había comenzado el proceso de composición del que sería su tercer álbum de estudio. Agregó que había aprovechado su estadía en Los Ángeles, por los Globos de Oro para tener reuniones con productores y que estaría con ellos hasta la celebración de los Premios Óscar. Uno de los productores con quien se reunió en ese entonces fue Paul Epworth, quien coescribió y produjo varias canciones de 21, entre ellas «Rolling in the Deep». Inicialmente las sesiones de grabación para 25 no tuvieron éxito, ya que la artista constantemente sufrió de bloqueo del escritor. Adele en reiteradas ocasiones reprogramó la grabación del álbum; volvió al estudio cuando su hijo tenía dieciocho meses de edad, lo que la inspiró a escribir un álbum acerca de la maternidad. Así, se enfocó en realizar un disco sobre su experiencia como madre; pero posteriormente cambió de idea al sentir que era «muy aburrido». Adele declaró que le tomó mucho tiempo para componer el álbum, describiendo como un proceso muy arduo, y que no veía el momento en el que el disco iba a ser concluido para ser puesto en venta. Durante la grabación inicial, Adele se quedó sin ideas, y perdió la capacidad de escribir canciones, pero su equipo le animó a volver a la mesa de dibujo y seguir escribiendo.
En 2013, Adele comenzó a grabar una vez más, se puso en contacto con el productor de Kid Harpoon, y a su estudio de grabación; sin embargo, la sección fue improductiva. Según la artista: «No sé por qué no estaba lista, no pude acceder a mí misma». Meses después, viajó a Nueva York para comenzar a trabajar con Ryan Tedder, quien coescribio y produjo «Rumour Has It» y «Turning Tables» de 21, pero las secciones con él también fueron infructuosas. Sin embargo, Adele hizo uso de una de las canciones que había coescrito con Tedder, titulada «Remedy», que habla acerca del mejor amigo, abuelos, novio e hijo de la intérprete. Adele quedó fascinada con «Remedy», ya que era la música que quería hacer y porque le transmitía «confianza». Después de grabar canciones junto con otros productores, Adele se reunió con Rick Rubin, quien al escuchar los temas antes grabados, mostró su desagrado alegando que eran canciones «carentes de profundidad», tras esto animó a la artista a escribir nuevo material.

#### Sesiones de avance
Adele sufrió con el bloqueo del compositor hasta que se reunió con el productor Greg Kurstin. De acuerdo con la intérprete, a partir de esta reunión tuvo «un gran avance» para su composición, ya que la escritura del álbum «había sido bastante lenta». Adele escribió «Hello» junto con Kurstin, quien además de producirla, tocó la guitarra, piano y los teclados, mientras que Adele se acredita como baterista de la pista. Según la artista, el proceso de composición de «Hello» fue lento, que les tomó seis meses culminarla. Inicialmente, Adele y Kurstin escribieron el primer verso, y seis meses después Adele contactó nuevamente al productor para completar la segunda parte del tema, quien pensó que Adele no lo volvería a contactar para terminarla.
La inspiración principal del disco vino de su maternidad, así como del álbum de estudio Ray of Light (1998) de Madonna y su canción «Frozen». A pesar de indicar que en sus primeros años no escuchó la música de Madonna, luego de escucharla quedó fascinada con el estilo musical electrónico de Madonna. Asimismo comentó que se inspiró en Ray of Light al ser un álbum con algunas canciones dedicadas al primer hijo de su intérprete, Madonna. Por otro lado, tomó como referencia el quinto álbum de estudio de Moby, Play (1999). Durante la grabación del álbum, Adele viajó a Los Ángeles a principios de 2015 con el fin de darle a las sesiones de grabación «un último empujón». Adele pasó dos meses en Los Ángeles, y estaba decidida a seguir adelante con el álbum. Durante las sesiones en Los Ángeles también escribió «When We Were Young», junto a Tobias Jesso Jr., el tema lo escribieron en una casa alquilada, donde Adele utilizó el piano de Philip Glass para los acordes de la pista. Un día, después de grabar con Tedder, en el almuerzo, Adele escuchó en la radio «I Knew You Were Trouble» de Taylor Swift, y al sentirse muy atraída por el tema, se interesó en trabajar con el productor de dicha obra sin saber quien era. Ella descubrió que había sido Max Martin, cuando Tedder le envió el enlace del vídeo de «I Knew You Were Trouble» en YouTube. Poco tiempo después de eso, Adele comenzó a trabajar en «Send My Love (To Your New Lover)», haciendo un esquema de la canción, que había escrito cuando tenía trece años edad al ser inspirada por el álbum Frank de Amy Winehouse. Kurstin también coescribió y produjo la canción «Million Years Ago», que de acuerdo con la intérprete, fue incluida en el repertorio del álbum tres días antes de la mezcla del álbum en Nueva York.

#### Canciones descartadas
Adele coescribió la canción «Alive» con la cantante Sia, la cual estaba destinada para 25, junto a «Bird Set Free» y otra canción más; sin embargo, Adele decidió no incluirlas en el álbum. Tras su decisión, Sia le notificó a Adele que ofrecería uno de los temas que había compuesto con ella y Tobias Jesso Jr., a la cantante Rihanna, a lo que Adele accedió siempre y cuando su voz fuera quitada de la grabación, diciendo: "No quiero que mi voz ande dando vueltas en un demo". Aun así, Rihanna también la rechazó; Sia decidió grabarla para su séptimo álbum de estudio, This Is Acting (2016) y la lanzó como el sencillo principal de dicho álbum. «Bird Set Free» también fue grabada por Adele, pero decidió no incluirla por ser muy similar al trabajo de Sia; de esta manera Sia decidió grabar la canción y también incluirla en This Is Acting, lanzándola como segundo sencillo.

## Contenido musical
25 consta de once temas, dirigido hacía un sonido más moderno, alejándose del estilo musical del segundo álbum de su intérprete, 21 (2011), en el que Adele adoptó sonidos más antiguos. Por lo que, la artista decidió incluir en la precisión sintetizadores y pad de baterías con el fin de modernizar su sonido. La producción del álbum incorporó elementos electrónicos y patrones rítmicos creativos, a diferencia de su antecesor; además de incluyó elementos de la música R&B y órganos de la década de los ochenta. 25 fue descrito por Leah Greenblatt, de Entertainment Weekly, como «una colección de baladas panorámicas y rodeos hermosamente llevados a cabo». Asimismo comentó que la producción del álbum es «majestuosa». Por otro lado, Alexis Petridis del periódico The Guardian, quien le dio una puntuación de tres estrellas de cinco al álbum, «son siempre maravillosamente presentadas».
Adele sostuvo que si debía a describir a 25, lo etiquetaría como un «álbum de reconciliación», con el que se alejó de los temas recurrentes acerca de rupturas amorosas, en lo que se basó totalmente su segundo disco de estudio, 21. Además declaró que el contenido de las letras de 25 se centra en temas sobre tratar de «limpiar el pasado» y seguir adelante. Ella agregó que las letras de las canciones del álbum son un reflejo del estado de ánimo en el que se encontraba durante esa edad, que describe como un «punto de inflexión» en la que se encontraba en el «centro de la adolescencia y la edad adulta». Líricamente, el álbum toca diversos temas, incluyendo el miedo de la cantante a «envejecer», su «infancia», «lamenta», «anhelo de su familia», la «nostalgia» y su rol como madre.

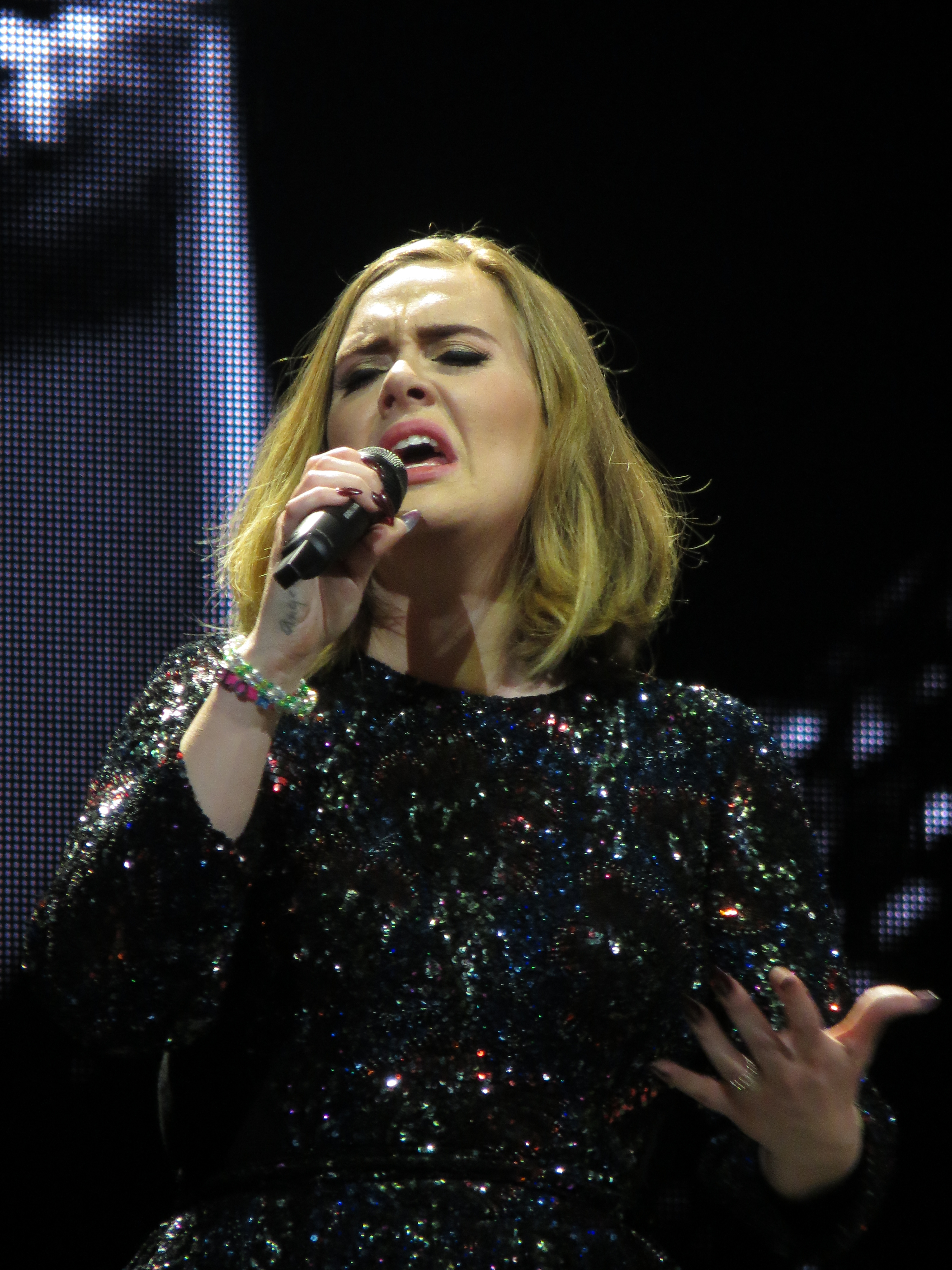
Adele en un espectáculo de su gira Adele Live 2016 en Escocia en marzo de 2016.

«Hello», abridor de álbum y primer sencillo de 25, es una balada de piano inspirada en gran medida de la música soul. Durante el coro, se escucha a Adele cantando las líneas del tema por encima de un respaldo vocal, acordes de piano y baterías. Neil McCormick, de Telegraph, escribió que «Hello» es una «hermosa canción de pérdida y arrepentimiento», y una «balada monstruo» con voces melancólicas bastes convincentes para los oyentes. Líricamente, la canción se centra en temas acerca de la nostalgia y el pesar, y simula ser una conversación. Su seguimiento, «Send My Love (To Your New Lover)», una canción pop con un sonido enérgico, que ha sido comparada con obras de Taylor Swift. Adele la compuso con Max Martin y Shellback, quienes además la produjeron. Según ella, es un tema inspirado en un exnovio, en la que canta alegremente porque «se ha ido» de su vida. El reportero de Billboard, Jody Rosen, contó que «puedes sentir que esos magos del pop sueco se esforzaron en mantener a la canción bajo control, como si demasiados ganchos, demasiada alegría, sería un crimen en contra de la marca y un incumplimiento del buen gusto». El tercer tema del disco, «I Miss You», es una composición folk llena de sonidos de tambores, compuesta por Adele y Paul Epworth. Leah Greenblatt, de Entertainment Weekly, sostuvo en su reseña al álbum, que es «explícitamente seductora», debido al contenido de sus letras, y Charity Justin, de Complex, comentó que es «una de las canciones más fuertes del álbum». «When We Were Young» es otra balada de piano, coescrita por su intérprete junto con Tobias Jesso Jr., después de una conversación en un jardín de aproximadamente cinco horas. Adele la compuso en la perspectiva de ser una persona de entre cuarenta y cincuenta años de edad, así, según el reportero Lewis Corner, de Digital Spy, «es una serenata de reflexión sobre atesorar los momentos que se recordarán de nuevo en los años venideros». Mientras que Justin, de Complex, afirmó que «es la canción más extravagante en el álbum».
El quinto tema del álbum, «Remedy», otra balada, fue escrita acerca del mejor amigo, abuelos, novio e hijo de Adele, por lo que Corner, escribió que «se siente como que captura el amor incondicional que le tiene a su primogénito». «Water Under the Bridge» es una canción pop de medio tiempo, que de acuerdo con Jon Dolan, de la revista Rolling Stone, está «construida sobre un gospel impregnado de éxtasis». Adele escribió la canción sobre su novio Simon Konecki, porque creía que sería su relación «horrible». El siguiente tema, «River Lea», fue compuesto acerca de un río del mismo nombre que se encuentra en el barrio londinense Tottenham, donde Adele creció. La canción habla de como las aguas contaminadas del río se han filtrado en la sangre de Adele, causándole relaciones amorosas fracasadas. El octavo corte de 25, «Love in the Dark», al igual que «When We Were Young», es una balada sentida. La novena canción del álbum, «Million Years Ago», coescrita y producida por Greg Kurstin, cuenta con una nostálgica melodía acústica acompañada solamente por la guitarra. Christina Garibaldi, de MTV News, relacionó a la canción con las declaraciones de Adele acerca su miedo por la fama y como ha afectado a sus allegados. Adele: «La gente piensa que odio ser famosa. Estoy muy asustado de ella. Creo que es muy tóxica, y yo creo que es muy fácil de ser arrastrados hacia ella. Ver a Amy deteriorarse es una de las razones por las que estoy un poco asustada». Barry Walters, de National Public Radio, sostuvo que los sonidos de fondo de música de Oriente Medio, sugieren inspiración de «Frozen» de Madonna. «All I Ask» es la décima y penúltima canción de 25, una balada de piano, compuesta por Adele y Bruno Mars. Con su letra, la intérprete se dirige a un amante a quien le pide una noche más, la cual sería su último encuentro. La articulista Garibaldi, de MTV News, escribió que «esta canción es tan emocional que puede sentirse romper el corazón de Adele en mil pedazos mientras canta la canción». 25 cierra con «Sweetest Devotion», escrita como un tributo a su hijo.

## Lanzamiento y promoción
A finales de septiembre de 2015, Forbes se hizo portavoz de una publicación, en la que se especulaba que el sello discográfico de Adele tenía intenciones de lanzar su tercer álbum de estudio en noviembre de 2015. Otras fuentes divulgaron que se rumoraba que el álbum iba a ser lanzado el 20 de noviembre de 2015, después de lo cual algunos periodistas especularon que otros músicos habían adelantado la fecha de publicación de sus discos de modo que sus posiciones en listas musicales y ventas no se vieran afectados, entre ellos Justin Bieber, Fleur East, 5 Seconds of Summer y One Direction.
El 18 de octubre, un clip de treinta segundos con audio de la primera estrofa y letra de «Hello» se mostró a través del canal de televisión ITV de Reino Unido durante una pausa comercial de The X Factor. Lo que llevó a pensar a los medios de comunicación y espectadores que se trataba de un fragmento del tercer material de la artista, quien hasta ese entonces tenía más de tres años sin publicar alguna obra musical. Tres días más tarde, Adele publicó una carta a sus fanáticos a través de los medios sociales, en la que confirmó que su tercer álbum de estudio se titulaba 25. Posteriormente divulgó que 25 sería lanzado a los mercados musicales el 20 de noviembre de 2015, además reveló la cubierta del álbum mediante las redes sociales. El 19 de noviembre de 2015, varios periódicos se hicieron portavoz de que los sellos representantes de Adele y la misma artista desestimaron lanzar a 25 en las plataformas de streaming como Spotify y Apple. Según los medios, como una estrategia para obtener mayores ventas de discos en formato físico y digital.

### Sencillos
El 23 de octubre de 2015, XL Recordings publicó «Hello» como el sencillo principal que se pudo obtener a través de descarga digital y descarga continua, junto con un videoclip que tuvo un gran éxito viral al acumular 27.7 millones de visualizaciones en un lapso de veinticuatro horas, cien millones de reproducciones en cinco días y mil millones de visualizaciones ochenta y siete días después de su publicación en YouTube, por lo que rompió el récord de «Gangnam Style» de Psy, que alcanzó dicha marca en ciento cincuenta y ocho días. Por otro lado, «Hello» tuvo un gran éxito comercial al entrar en la primera posición de las listas de ventas en más de veinte países, entre ellos Reino Unido, donde en su primera semana vendió 330 000 ejemplares entre descargas digitales y descargas continua. Asimismo en Estados Unidos fue un hito en ventas al comercializar 1.1 millón de copias en formato digital en su semana debut y 61.2 millones de descargas continuas, por lo que entró en la posición número 1 del Billboard Hot 100, convirtiéndose en el cuarto sencillo de la intérprete que se situó en el primer puesto de dicha lista musical. «Hello» perduró diez semanas en la número 1 del Hot 100 de Billboard, por lo que se considera como una de las canciones con la más larga duración en dicha lista de todos los tiempos.
El 5 de febrero de 2016 la artista lanzó «When We Were Young» a los servicios de streaming como el segundo sencillo de 25. El tema ingresó en la número 14 del Billboard Hot 100 y la 9 del ranking de sencillos británica, respectivamente.

### Gira musical
Adele Live 2016 es la tercera gira musical de la cantante y compositora británica Adele, para promocionar su tercer álbum de estudio, 25, lanzado el 20 de noviembre de 2015.
Se inició el 29 de febrero de 2016, en Belfast en el SSE Arena y continuo a lo largo de Europa antes de visitar América del Norte. El Tour concluirá el 1 de julio de 2017, en Londres en Estadio de Wembley. Adele Live 2016 contará con un total de 118 espectáculos.

## Lista de canciones
Créditos adaptados al folleto del álbum.
| N.º   | Título                             | Escritor(es)                                                    | Productor(es)         | Duración |  |
| 1.    | «Hello»                            | Adele Adkins · Greg Kurstin                                     | Greg Kurstin          | 4:55     |  |
| 2.    | «Send My Love (To Your New Lover)» | Adkins · Max Martin · Shellback                                 | Max Martin, Shellback | 3:43     |  |
| 3.    | «I Miss You»                       | Adkins · Paul Epworth                                           | Paul Epworth          | 5:48     |  |
| 4.    | «When We Were Young»               | Adkins · Tobias Jesso Jr.                                       | Ariel Rechtshaid      | 4:50     |  |
| 5.    | «Remedy»                           | Adkins · Ryan Tedder                                            | Tedder                | 4:05     |  |
| 6.    | «Water Under the Bridge»           | Adkins · Kurstin                                                | Kurstin               | 4:00     |  |
| 7.    | «River Lea»                        | Adkins · Brian Burton                                           | Danger Mouse          | 3:45     |  |
| 8.    | «Love in the Dark»                 | Adkins · Samuel Dixon                                           | Dixon                 | 4:46     |  |
| 9.    | «Million Years Ago»                | Adkins · Kurstin                                                | Kurstin               | 3:47     |  |
| 10.   | «All I Ask»                        | Adkins · Bruno Mars · Philip Lawrence · Christopher Brody Brown | The Smeezingtons      | 4:30     |  |
| 11.   | «Sweetest Devotion»                | Adkins · Epworth                                                | Epworth               | 4:11     |  |
| 48:25 |                                    |                                                                 |                       |          |  |

| Pistas adicionales en Target |                      |                            |                                     |          |  |
| N.º                          | Título               | Escritor(es)               | Productor(es)                       | Duración |  |
| 12.                          | «Can't Let Go»       | Adele Adkins · Linda Perry | Perry                               | 3:18     |  |
| 13.                          | «Lay Me Down»        | Adkins · Jesso, Jr.        | Mark Ronson · Lil Silva (adicional) | 4:30     |  |
| 14.                          | «Why Do You Love Me» | Adkins · Rick Nowels       | Rechtshaid                          | 3:59     |  |

## Recepción

### Comentarios de la crítica
25 recibió «críticas generalmente favorables» de acuerdo con Metacritic, sitio web en el que obtuvo una puntuación de 75 (en un rango que va de 0 a 100), por treinta y cuatro reseñas compiladas. Los críticos Jon Dolan, de la revista Rolling Stone, y Neil McCormick de The Telegraph le dieron al álbum una puntuación perfecta de cinco estrellas sobre cinco. Según McCormick: «No creo que haya alguien que se sentirá decepcionado, porque «sin duda es igual a su predecesor», 21 (2011), construido en «terreno musical y emocional». De acuerdo con su reseña «25 está repleto de canciones perfectamente formadas» con «melodías elegantemente fluyentes, letras directas y honestas, y la producción rica en texturas». En general, «una colección de baladas sentidas, llenas de anhelo por el amor perdido y el luto de su propia inocencia desvanecida». En las últimas líneas de su artículo versa que Adele «ama cantar, y el mundo le gusta escucharla». Mientras que Dolan, contó que «la música se siente más madura» y que espera que el sucesor de 25 «se llame 28, y no, 30 por ejemplo», ya que «cada capítulo de su historia es demasiado bueno para esperar».

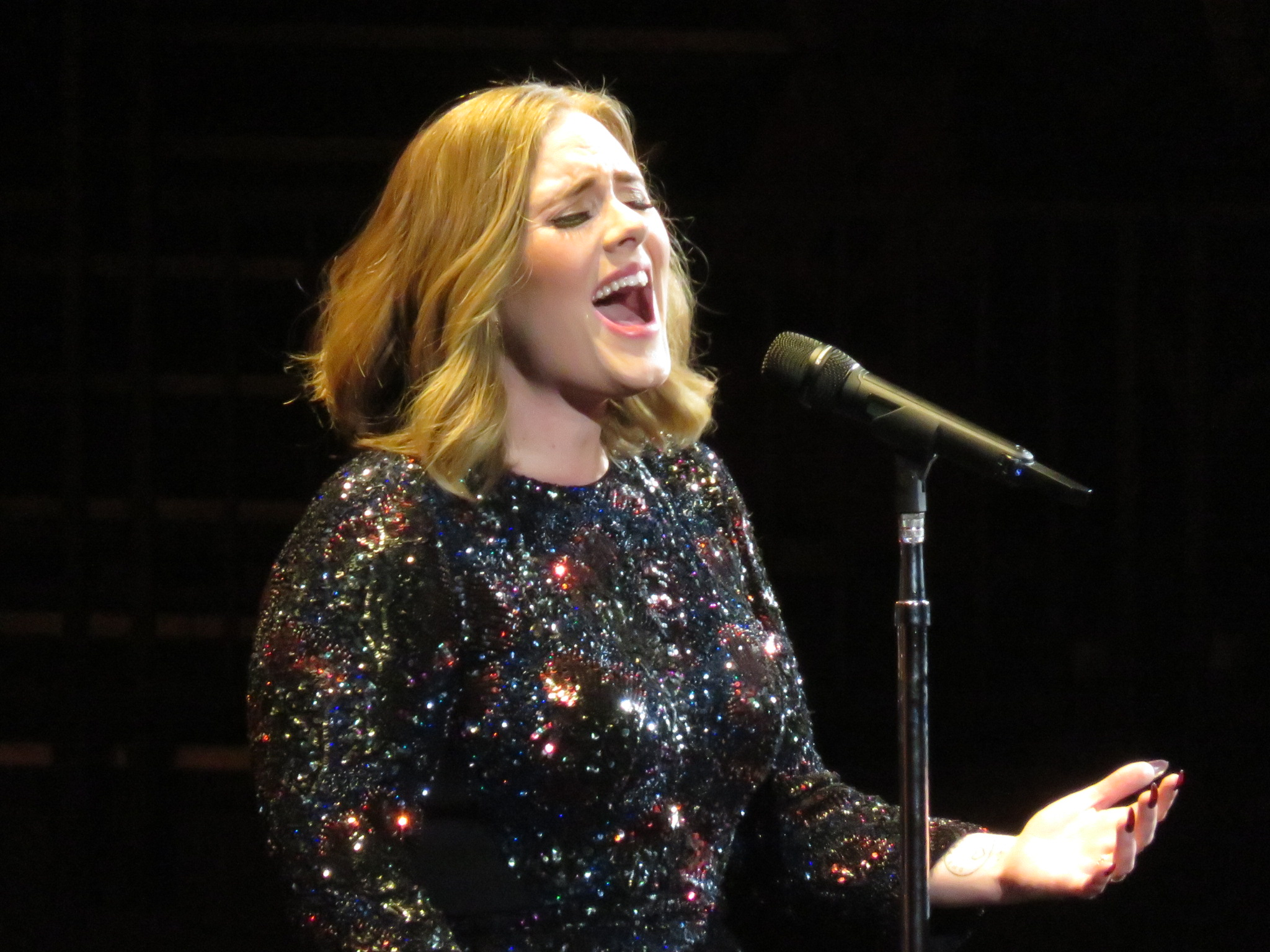
Adele en un concierto en el Genting Arena de Birmingham en marzo de 2016.

Con una calificación de cuatro estrellas de cinco, el reportero de Billboard, Jody Rosen, escribió que «25 es ante todo un escaparate de su voz titánica» y que la «grandeza» del álbum fue anunciada con su sencillo líder, «Hello». Asimismo comentó que «su canto está en su punto más luminoso en "All I Ask"», afirmación que coincidió con el comentario de Dolan, quien sostuvo que era el «momento más poderoso» de 25. Rosen agregó que «All I Ask», al igual que casi todo 25, «persigue una estrategia simple: quitarse de en medio». Además contó a sus lectores, que 25 algunas «a veces» llega a un punto en el que se torna «aburrido». Por otro lado, Leah Greenblatt, de Entertainment Weekly, alegó que «sus letras y florituras estilísticas se esfuerzan mucho más por la simplicidad que la singularidad». Sobre la voz de Adele, escribió que «es un monumento nacional, una novena maravilla».
Según Charity Justin, de Complex, a diferencia de 21 que está repleto de «composiciones belicosas», «en 25, Adele poner reparos». Por su parte, Corbin Reiff, reportero de A.V. Club, comentó que «25 se desplaza muy lejos de sentirse como una experiencia colectiva melancólica. En yuxtaposición con su último trabajo, [21], el cual fue creado en medio de las secuelas de un trauma personal terrible, el nuevo disco es acerca de apreciar aquellas personas importantes y cosas que componen su mundo». Que «la alegría de la maternidad recorre el disco», y que «la amplia gama de voces en el proceso creativo realmente ayuda a crear un álbum mucho más ecléctico que 21». Relató que «mientras que la música en sí es interesante, la voz de Adele sigue siendo la mayor atracción en 25». Con elogios hacia su voz, escribió que «mucha gente puede cantar, y cantar maravillosamente, pero es mucho más raro encontrar a alguien tan auténtico en su entrega como ella». 6 puntos de 10 le asignó T. Cole Rache de Spin, quien alegó que «es un disco impregnado de nostalgia agridulce y obsesionado con la dulzura fugaz de la juventud», y que «a menudo las pistas en 25 simplemente se sienten como sentimientos disfrazados como canciones». Una de las reseñas negativas vino por parte de Kevin Ritchie, de la revista Now Toronto, quien le dio una puntuación de 2 sobre 5, expresando que «25 es un claro intento de sacar provecho del éxito de su predecesor superventas mediante la negociación de desamor».

### Listas de fin de año
25 apareció en varias listas de fin de año de los mejores discos de 2015. Digital Spy y The News-Herald ubicaron a 25 en el primer lugar de su ránquines de los mejores álbumes de 2015. Rolling Stone, Newsday, Fuse, ABC News y Us Weekly lo posicionaron en el segundo lugar. Por su parte, Entertainment Weekly, CBS News en el tercer lugar de su lista. Rap-Up, e International Business Times en el tercer lugar de sus ránquines. Billboard y San Diego Union Tribune en el quinto puesto de sus clasificaciones. El equipo de Billboard reseñó que 25 «está lleno de canciones que están destinadas a ser éxitos». La publicación británica Complex y Music Times, que escribió que «ella se pegó a lo que mejor sabe en este disco: cuentos nostálgicos de un amor agrio acabado y una lucha interior para seguir adelante», lo ubicaron en el cuarto lugar. Por otro lado, Cosmopolitan lo posicionó en el puesto quince de su lista de los quince mejores álbumes de 2015.
Sin un puesto en particular, la revista Glamour lo incluyó en su clasificación de los mejores discos de 2015. Asimismo sin especificar, New York Daily News incluyó a 25 en su listado, y en su reseña escribió que el disco «desprende un ambiente de la vieja escuela y cuenta muchísimas historias de un amor que se pierde con canciones seductoras como "I Miss You", el sencillo exitoso tan popular "Hello", "When We Were Young" y "Remedy", baladas que se centran en el pasado». Por otro lado, Mikael Wood de Los Angeles Times lo nombró uno de los "diez grandes álbumes de pop en 2015".
El periódico Digital Spy, que lo elogió como el mejor álbum de 2015, escribió que «una vez más— un registro que se siente como una ventana a su alma», inspirándose en «angustias pasadas», la «nostalgia», el «anhelo» y la experiencia de una madre. Por su parte, Rolling Stone al incluirlo en su listado comentó que «la espera febril de cuatro años para el seguimiento de 21» no había sido en vano, porque no los «defraudó». Asimismo, Fuse con alabanzas en su reseña, alegó que «es por lo general muy, muy bueno!», ABC News publicó que «25 es un toque más delicado de lo esperado en general, pero su auténtica calidad no se puede negar», este álbum «ofrece una fuerte cantidad de canciones interpretadas por una cantante muy dotada», y que cuando «un gran número de personas» intenten recordar el año 2015, tendrán «fuertes asociaciones con este disco». De acuerdo con Rap-Up, Adele en este disco «no está tan triste como estaba en su disco anterior [21], pero es más vieja y sabia, reflexiona sobre los errores del pasado con canciones como "Hello" y "When We Were Young"». Entertainment Weekly, al asignarle el tercer lugar en su «ranking de los cuarenta mejores álbumes», comentó que 25 «es como un lujoso automóvil: elegante y delicado, con una potencia bruta que puedes sentir en tus huesos»,

### Galardones y reconocimientos
Antes de su publicación, 25 fue listado como uno de los álbumes más esperados de 2015, sin aún haber sido anunciada su fecha de lanzamiento, entre las publicación se encuentran Billboard y Forbes. En los Brit Awards 2016, Adele estuvo nominada a cinco premios, en la que ganó sencillo británico por «Hello», álbum británico y éxito global por 25. 25 fue un candidato al galardón álbum del año en los iHeartRadio Music Awards 2016, ceremonia en la que «Hello» ganó como canción del año. En los Juno Awards 2016, 25 ganó recibió el premio álbum internacional del año.
En 2017, Adele obtuvo cinco nominaciones en la 59.ª edición de los Premios Grammy, en los cuales 25 ganó por álbum del año y mejor álbum vocal de pop, mientras que «Hello» recibió los galardones por grabación del año, canción del año, y mejor interpretación pop solista, ganando todas sus nominaciones.
| Año  | Ceremonia de premiación  | Categoría                       | Resultado | Ref.          |
| ---- | ------------------------ | ------------------------------- | --------- | ------------- |
| 2015 | GAFFA Awards             | Mejor álbum extranjero          | Ganadora  | [ 92 ]        |
| 2016 | American Music Awards    | Mejor álbum pop/rock            | Nominado  | [ 93 ]        |
| 2016 | BBC Music Awards         | BBC Radio 2 Álbum del año       | Ganadora  | [ 94 ]        |
| 2016 | Billboard Music Awards   | Top Álbum Billboard 200         | Ganadora  | [ 95 ]        |
| 2016 | Brit Awards              | Álbum británico del año         | Ganadora  | [ 96 ]        |
| 2016 | ECHO Music Awards        | Álbum del año                   | Nominado  | [ 97 ] [ 98 ] |
| 2016 | Juno Awards              | Álbum internacional del año     | Ganadora  | [ 99 ]        |
| 2016 | LOS40 Music Awards       | Grabación internacional del año | Nominado  | [ 100 ]       |
| 2017 | iHeartRadio Music Awards | Álbum del año (género pop)      | Ganadora  | [ 101 ]       |
| 2017 | Grammy Awards            | Álbum del año                   | Ganadora  | [ 102 ]       |
| 2017 | Grammy Awards            | Mejor álbum vocal de pop        | Ganadora  | [ 102 ]       |

### Resultados comerciales

#### Mundo
De acuerdo a la Federación Internacional de la Industria Fonográfica (IFPI), 25 fue el álbum más vendido del año 2015, alcanzando las ventas de 15 millones de unidades globalmente. Hasta agosto de 2017, 25 ha vendido más de 21 millones de copias mundialmente. Al igual que 21 (que fue el álbum más vendido de 2011 y 2012), 25 fue el álbum más vendido del año 2015 y 2016. Con datos oficiales de la IFPI es el disco más vendido en la historia de la música en una semana con 5 700 000 copias en todo el mundo. También repite con el octavo disco más vendido en la historia correspondiente a su cuarta semana con 2 500 000 copias en todo el mundo.

#### Europa
En Reino Unido, 25 debutó en la posición número 1 de la lista de álbumes británica y vendió 800 307 copias en su primera semana, por lo que se convirtió en el álbum de venta más rápidas de todos los tiempos en Reino Unido. De ese total, 252 423 unidades fueron en formato digital, por lo que pasó a ser el disco con más copias vendidas en su primera semana, y el resto, 548 000, eran copias físicas. 25 vendió más copias en su primera semana que las ventas combinadas de los últimos diecinueve álbumes que entraron a la primera posición de la lista de éxitos de álbumes británica antes de su lanzamiento. Después de diez días a la venta, se convirtió en el álbum que más rápido alcanzó el millón de unidades vendidas en Reino Unido. En su segunda semana, vendió 439 337 copias, por lo que marcó otra hazaña al ser el único álbum en vender dicha cantidad en sus dos semanas en el territorio británico. Para su tercera semana, 25 vendió 354 000 unidades, convirtiéndose en el segundo álbum que supera las trescientas mil copias en su tercera semana a la venta, solo detrás de Circus (2008), de Take That, que vendió 382 000 copias. La British Phonographic Industry (BPI) lo certificó quíntuplo platino en su tercera semana al alcanzar el 1 593 530 millón de copias en Reino Unido. El 18 de diciembre, veintinueve días después de su lanzamiento, 25 superó las dos millones de unidades en Reino Unido, y pasó a ser álbum de venta más rápidas de dos millones de copias de todos los tiempos en dicho país. En su quinta semana, vendió otras 450 000 copias en Reino Unido, y se convirtió en el número uno de Navidad en la lista musical de álbumes británica. Para el reporte anual de ventas de álbumes de 2015 en Reino Unido, 25 figuró como el más vendido, con un total de 2.496 millones de ejemplares, y para el informe de ventas de la primera mitad de 2016, también encabezó dicho listado por 406 000 unidades. El 1 de julio de 2016, 25 entró a la posición 1 de la lista de álbumes británica por un aumento del 231% de las ventas en comparación con la semana anterior, gracias a la liberación del disco en los servicios de streaming, que se llevó a cabo el 24 de junio, y también por la presentación de la artista en el Festival de Glastonbury a fines de junio. 25 ingresó trece veces al puesto número 1 de la lista de álbumes británica; pera inicios de julio de 2016, figuraba como el disco número veintisiete más vendido de todos los tiempos en Reino Unido. Sus ventas en referido país sobrepasan las tres millones de copias, y en reconocimiento a sus ventas la BPI lo certificó diez veces platino.
25 también se situó en la primera posición en varias listas de éxitos en Europa, entre ellas el ranking de álbumes de Alemania, país en el que vendió 263 000 unidades en su primera semana, por lo que abrió un récord al ser el disco con la mayor cantidad de copias vendidas en su debut. En Francia, 25 se convirtió en el álbum de ventas más rápidas y el más vendido de 2015, después de haber comercializado 169 693 copias, de las cuales 26 295 fueron descargas. El álbum vendió otras 129 200 copias en su segunda semana, y para su tercera semana elevó sus ventas a 130 000, por lo que obtuvo un total de 430 000 unidades, por lo que se convirtió en el tercer álbum más vendido del año en Francia. En su cuarta semana incrementó sus ventas a 133 000 copias, así acumuló 565 000 copias en el país, ganándose una certificación de diamante. En Países Bajos, 25 debutó en la número 1 de la lista de discos neerlandesa por más de 120 000 unidades. El álbum también ingresó en el puesto 1 de los ránquines de éxitos belga y vendió más de 180 000 copias en su primera semana de lanzamiento en Benelux. En España, el álbum debutó en el puesto uno de la clasificación española y vendió 20 000 copias en su primera semana. En eortugal también debutó en el número uno de la lista de popularidad de álbumes y vendió 3 200 copias en su semana de estreno.

#### América
En Estados Unidos, 25 vendió 2.3 millones de copias después de tres días de su publicación, por lo que pasó a ser el álbum de ventas más rápidas del siglo XXI y el más vendido de 2015. Para se cuatro día, alcanzó 2.433 millones de unidades; así, superó el récord establecido por No Strings Attached de NSYNC, que en su semana de estreno, a finales de marzo del 2000, comercializó 2.416 millones de ejemplares. En total, 25 vendió 3.38 millones de copias en el territorio estadounidense en su primera semana, lo que lo convirtió en el primer disco en superar las tres millones de unidades en una semana. Además, Billboard reportó que con las ventas de los temas del álbum en descarga digital y streaming —en ese entonces «Hello» era el único tema de 25 disponible en los servicios de streaming—, el álbum acumuló 3.48 millones de copias, la mayor cifra registrada desde que el Billboard 200 comenzó a registrar su popularidad semanal basado en ventas totales, que incluye la venta de canciones en formato físico, digital y en streaming, en diciembre de 2014. En los tres primeros días de su segunda semana, 25 despachó más de 650 000 unidades, superando las cuatro millones de copias, y culminó la semana con 1.11 millón de copias. En su tercera semana, el álbum comercializó 695 000 copias, por lo que superó las cinco millones de unidades, y se convirtió en el primer disco en lograrlo en un año calendario desde el propio 21 de Adele en 2011. Para su cuarta semana en los mercados musicales, despachó 790 000 ejemplares, y pasó a ser el álbum más vendido de cualquier año civil desde que Usher lo hizo con Confessions, que vendió 7.98 millones de unidades. Se vendieron 1.16 millones de copias en su quinta semana, y se convirtió en el primer disco en obtener más de un millón de copias en tres marcos diferentes. En su sexta semana, el álbum despachó otras 307 000 copias, convirtiéndose en el primer disco en vender más de 300 000 unidades en seis semanas desde 2001, cuando Creed lo logró con Weathered.
A finales de 2015, 25 había vendido un total de 8 008 000 unidades —cifra que incluye las ventas de sencillos en descarga digital y streaming—, de las cuales 7 441 000 eran puras ventas de discos. De ese total, 2.31 millones representaban copias en digital, por lo que es el tercer álbum más vendidos de todos los tiempos en dicho formato para un reporte de ventas de fin de año, detrás del propio 21 de Adele y de 1989 de Taylor Swift respectivamente. 25 también es el segundo álbum más vendido de un año natural por una artista femenina en la historia de Nielsen Music, solamente por detrás de Oops! ... I Did It Again de Britney Spears, que vendió 7.89 millones de ejemplares en el año 2000. En su séptima semana, el álbum se mantuvo en el número uno de la Billboard 200, por la venta de otras 164 000 unidades, convirtiéndose en el primer disco de una artista femenina en el puesto número 1 del ranking Billboard 200 en sus primeras siete semanas desde 1987, cuando el álbum Whitney de la cantante Whitney Houston lo logró. En total, 25 pasó diez semanas no consecutivas en el puesto 1 del Billboard 200, lo que lo convirtió en el quinto álbum lanzado desde el 2000 que logra hazaña. Hasta enero de 2017, 25 había vendido 9.2 millones de copias en Estados Unidos.
En Canada el álbum alcanzó la primera posición de la cartelera nacional, y hasta mayo de 2016 había vendido un total de 1 millón de copias, lo que le certificó un disco de diamante. Asimismo, en Venezuela 25 vendió más de 5000 copias tras su publicación y en reconocimiento a sus ventas recibió la certificación de oro.

### Impacto en la industria de la música
A pocos días del lanzamiento de 25, se dio a conocer que el sello discográfico Columbia distribuiría 3.6 millones de copias físicas de 25 a través de las distintas tiendas de música en Estados Unidos, lo que lo convirtió en un hito en comercialización de discos. Así, es la mayor distribución de CD para un material discográfico desde que se enviaron a los mercados musicales estadounidenses 4.2 millones de copias de No Strings Attached de NSYNC en 2000. Por otro lado, un millón de copias de 25 fueron enviados a los minoristas de Reino Unido, incluyendo HMV y Tesco. Ian Topping, director ejecutivo de HMV, declaró que la compañía tuvo un gran comienzo con el despacho de álbumes y que sus ventas habían excedido sus expectativas, sin dejar de decir que era su «álbum de ventas más rápida durante muchos años».
Después del lanzamiento del álbum, periodistas informaron que 25 era capaz de animar al público a volver a comprar copias físicas, en comparación de servicios de streaming. Adam Shewin del periódico The Independent, señaló que «25 envió nuevamente a los compradores ocasionales a las tiendas físicas e incluso puede haber inducido a una nueva generación a los propios placeres». La articulista Andy Gill, también de The Independent, comentó que 25 podría ser la salvación de la industria musical en ventas de álbumes en físico, que cada vez más obtiene menos ingresos por la implementación de métodos populares de consumo de música como las descargas digitales y los servicios de streaming. De acuerdo con Phil Wahba, de Fortune, era notorio que 25 aumentaría las ventas de la empresa minorista Target, que comercializó una versión de 25 con tres pistas adiciones durante el Día de Acción de Gracias y el Viernes negro. Según el presidente ejecutivo de Target, Brian Cornell, 25 era el «lanzamiento más grande que hemos tenido —para nosotros esto va a romper todos los récords» y que su fecha de publicación, el 20 de noviembre, el fin de semana antes del Día de Acción de Gracias, "realmente ayudó a traer atraer a mucha gente a sus tiendas». En total, se despachó 1.49 millón de copias de 25 en su primer día a la venta en Estados Unidos, con un promedio de 62 000 ejemplares por hora, alrededor de 1000 copias por minuto. Mientras que en iTunes 25 vendió 900 000 copias en su primer día. 25 vendió más copias en los Estados Unidos en su semana debut que las ventas combinadas de los últimos veintidós álbumes que encabezaron la lista de éxitos en dicho país antes de su publicación. Asimismo, vendió más ejemplares en su primera semana que los álbumes que culminaron como los discos más vendidos de 2008, 2009 y 2013, y vendió cerca de diez veces el número de copias en sus primeros siete días que el propio 21, que vendió 352 000 copias en su semana debut en febrero de 2011. Este disco vendió más copias en los en su primera semana en Estados Unidos que los dos álbumes con más unidades vendidas de 2015, 1989 de Taylor Swift y que If You're Reading This It's Too Late de Drake, que juntos llegaron a un índice de 2.885 millones de unidades. Asimismo, despachó más ejemplares en su semana debut que las ventas combinadas de los dos anteriores álbumes de ventas más rápidas de artistas femeninas en sus primeros siete días, Oops!... I Did It Again de Britney Spears y 1989 de Swift, que obtuvieron 1 319 000 y 1 287 000 millón de copias, respectivamente, que sumadas dan un total de 2 606 000 millones.
Según Billboard, la venta total de álbumes físicos experimentaron una caída del 6% en comparación con 2014. Se observó que si no fuera por el éxito superventas de 25, que culminó el 2015 con 7.44 millones de ejemplares comercializados, las ventas de álbumes habrían descendido un 9% en lugar del 6%. Así, las ventas de 25 representaron el 3.1% de la venta total de discos de 2015. Por lo que fue visto como la salvación de la industria musical al disminuir la caída continua de las ventas discográficas en los años anteriores al 2015.

### Cifras de ventas y certificaciones discográficas
| Territorio     | Organismo certificador | Certificación | Ventas certificadas | Simbolización | Ref.            |         |         |         |
| América        | América                | América       | América             | América       | América         | América | América | América |
| -------------- | ---------------------- | ------------- | ------------------- | ------------- | --------------- | ------- | ------- | ------- |
| Argentina      | CAPIF                  | 2x Platino    | 80 000              |               | [ 147 ]         |         |         |         |
| Brasil         | Pro-Música Brasil      | Diamante      | 160 000             |               | [ 148 ]         |         |         |         |
| Canadá         | Music Canada           | Diamante      | 1 200 000           |               | [ 140 ]         |         |         |         |
| Estados Unidos | RIAA                   | Diamante      | 22 000              |               |                 |         |         |         |
| México         | AMPROFON               | 3× Platino    | 180 000             |               | [ 149 ]         |         |         |         |
| Asia           |                        |               |                     |               |                 |         |         |         |
| Corea del Sur  | MIAK                   | Platino       | 268 913             |               | [ 150 ] [ 151 ] |         |         |         |
| Japón          | RIAJ                   | Million       | 1 000               | —             |                 |         |         |         |
| Europa         |                        |               |                     |               |                 |         |         |         |
| Alemania       | BMVI                   | 7x Platino    | 1 400 000           |               | [ 152 ]         |         |         |         |
| Austria        | IFPI Austria           | 6x Platino    | 90 000              |               | [ 153 ]         |         |         |         |
| Bélgica        | IFPI                   | 9x Platino    | 270 000             |               |                 |         |         |         |
| Dinamarca      | IFPI Dinamarca         | 6x Platino    | 120 000             |               | [ 154 ]         |         |         |         |
| España         | PROMUSICAE             | 3x Platino    | 120 000             |               | [ 155 ]         |         |         |         |
| Francia        | SNEP                   | Diamante      | 900 300             |               |                 |         |         |         |
| Hungría        | MAHASZ                 | 6x Platino    | 36 000              | —             |                 |         |         |         |
| Irlanda        | IRMA                   |               | 128 000             | —             | [ 156 ]         |         |         |         |
| Italia         | FIMI                   | 6x Platino    | 300 000             | 5▲            | [ 157 ]         |         |         |         |
| Polonia        | ZPAV                   | 6x Platino    | 120 000             | —             |                 |         |         |         |
| Reino Unido    | BPI                    | 13x Platino   | 3 943 055           | 11▲           | [ 158 ]         |         |         |         |
| Oceanía        |                        |               |                     |               |                 |         |         |         |
| Australia      | ARIA                   | 12 Platino    | 840 000             | 9▲            | [ 159 ]         |         |         |         |
| Nueva Zelanda  | RIANZ                  | 10× Platino   | 150 000             | 9▲            | [ 160 ]         |         |         |         |

### Posiciones en ránquines de éxitos

#### Semanales
| País              | Lista (2015)                 | Mejor posición |        |        |        |        |        |        |
| África            | África                       | África         | África | África | África | África | África | África |
| ----------------- | ---------------------------- | -------------- | ------ | ------ | ------ | ------ | ------ | ------ |
| Sudáfrica         | South African Albums Chart   | 1              |        |        |        |        |        |        |
| América           |                              |                |        |        |        |        |        |        |
| Argentina         | Argentina Albums Chart       | 2              |        |        |        |        |        |        |
| Brasil            | Brasil Albums Chart          | 1              |        |        |        |        |        |        |
| Canadá            | Canadian Albums Chart        | 1              |        |        |        |        |        |        |
| Estados Unidos    | Billboard 200                | 1              |        |        |        |        |        |        |
| México            | México Albums Chart          | 1              |        |        |        |        |        |        |
| Asia              |                              |                |        |        |        |        |        |        |
| Japón             | Japan Albums                 | 7              |        |        |        |        |        |        |
| Corea del Sur     | South Korean Albums          | 1              |        |        |        |        |        |        |
| Europa            |                              |                |        |        |        |        |        |        |
| Alemania          | German Albums Chart          | 1              |        |        |        |        |        |        |
| Austria           | Austrian Albums Chart        | 1              |        |        |        |        |        |        |
| Bélgica (Flandes) | Ultratop 200 Albums          | 1              |        |        |        |        |        |        |
| Bélgica (Valonia) | Ultrapop 200 Albums          | 1              |        |        |        |        |        |        |
| Croacia           | Croatian Top 40 Albums Chart | 1              |        |        |        |        |        |        |
| Dinamarca         | Danish Albums Chart          | 1              |        |        |        |        |        |        |
| Escocia           | Scottish Albums Chart        | 1              |        |        |        |        |        |        |
| España            | Spanish Albums Chart         | 1              |        |        |        |        |        |        |
| Finlandia         | Finnish Albums Chart         | 1              |        |        |        |        |        |        |
| Francia           | French Albums Chart          | 1              |        |        |        |        |        |        |
| Grecia            | Greece Albums Chart          | 2              |        |        |        |        |        |        |
| Hungría           | Top 40 album- lista          | 1              |        |        |        |        |        |        |
| Irlanda           | Irish Albums Chart           | 1              |        |        |        |        |        |        |
| Italia            | Italian Albums Chart         | 1              |        |        |        |        |        |        |
| Noruega           | Norwegian Albums Chart       | 1              |        |        |        |        |        |        |
| Países Bajos      | Dutch Albums Top 100         | 1              |        |        |        |        |        |        |
| Polonia           | Polish Albums Chart          | 1              |        |        |        |        |        |        |
| Portugal          | Dutch Albums Top 100         | 1              |        |        |        |        |        |        |
| Reino Unido       | UK Albums Chart              | 1              |        |        |        |        |        |        |
| República Checa   | Czech Albums Chart           | 1              |        |        |        |        |        |        |
| Rusia             | Russian Albums Chart         | 1              |        |        |        |        |        |        |
| Suecia            | Swedish Albums Chart         | 1              |        |        |        |        |        |        |
| Suiza             | Swiss Albums Chart           | 1              |        |        |        |        |        |        |
| Oceanía           |                              |                |        |        |        |        |        |        |
| Australia         | Australian Albums Chart      | 1              |        |        |        |        |        |        |
| Nueva Zelanda     | New Zealand Albums Chart     | 1              |        |        |        |        |        |        |

## Créditos y personal
Créditos adaptados a las notas del folleto de la edición de lujo de 25 en Target.
Locaciones
- Grabado en Metropolis Studios, Londres; MXM Studios, Estocolmo; Eastcote Studios, Londres; The Church Studios, Londres; Dean Street Studios, Londres; Air Studios, Londres; British Grove Studios, Londres; West Point Studios, Londres; Sam's Studio, Londres; Zelig Studios, Londres; Smecky Studios, Praga; Glenwood Recording Studios, Los Ángeles; Greenleaf Studios, Los Ángeles; Harmony Studios, Los Ángeles; Vox Recording Studios, Los Ángeles; Diamond Mine, Nueva York
- Mezclado en Electric Lady Studios, Nueva York; Capitol Studio's, Los Ángeles; MixStar Studios, Virginia Beach; Larrabee Studios, Los Ángeles
- Masterizado en Sterling Sound, Nueva York

Músicos
| - Adele Adkins – artista principal, bajo, coros, voz principal, tambores, composición, batería, piano, guitarra - Leo Abrahams – guitarra - Phil Allen – grabador de voz - Victor Axelrod – piano - Thomas Brenneck – guitarra - Brody Brown – piano - Will Canzoneri – clavinet, piano, rhodes - Tom Coyne – masterización - Danger Mouse – productor, piano, guitarra eléctrica, órgano, programación - Samuel Dixon – productor, piano, sintetizador - Tom Elmhirst – mezcla - Paul Epworth – productor, tambores, bajo, piano, órgano, guitarra, percusión, programación - FILMharmonic Orchestra – cuerdas - Declan Gaffney – bajo, percusión - Chris Galland – asistente de mezcla - Serban Ghenea – mezcla - Este Haim – pandereta - Emile Haynie – instrumentación adicional - Tom Herbert – bajo - Tobias Jesso Jr. – piano, coros - Adam Klemens – director de orquesta - Greg Kurstin – composición, productor, ingeniero de audio, bajo, teclados eléctricos, batería, ingeniería, tambores, guitarra, piano, teclados - Oliver Kraus – arreglista de cuerda | - Benji Lysaght – guitarra - Roger Manning, Jr – optigan – B3 - Manny Marroquin – mezcla - Max Martin & Shellback – productores, coros, programación, percusión - Randy Merrill – masterización - Nick Movshon – bajo - Nico Muhly – piano preparado, armónica - Liam Nolan – grabador de voz - Dave Okumu – guitarra - Linda Perry – productora, ingeniera, piano - The Smeezingtons - productora - Greg Phillinganes – piano - Ariel Rechtshaid – productor, ingeniero, programación, órgano, xilófono, sintetizadores, percusión, coros - Mark Ronson – productor, sintetizadores, pads - Ike Schultz – asistente de mezcla - Gus Seyffert – bajo - Lil Silva – productor adicional, programación - Ryan Smith – masterización de vinilo - Homer Steinweiss – tambores - Pablo Tato – guitarra - Leo Taylor – tambores - Ryan Tedder – productor, piano, teclado MKII, bajo Moog - Nikolaj Torp Larsen – piano - Joe Visciano – asistente de mezcla - Joey Waronker – tambores |

Ingeniería
| - Ben Baptie – ingeniería - Josh Blair – ingeniería - Julian Burg – ingeniería - Austen Jux Chandler – ingeniería - Riccardo Damian – ingeniería - Greg Kurstin - ingeniería - John Hanes – ingeniería - Joe Harrison – ingeniería - Michael Ilbert – ingeniería - Jens Jungkurth – ingeniería - Chris Kaysch – ingeniería - Liam Nolan – ingeniería - Alex Pasco – ingeniería | - Dave Schiffman – ingeniería - Matt Wiggins – ingeniería - Ariel Rechtshaid – ingeniería - Joe Jones – ingeniería adicional - Riley McIntyre – ingeniería adicional - Nick Rowe – ingeniería adicional - Aaron Ahmad – asistente de ingeniería - Christopher Cerullo – asistente de ingeniería - John DeBold – asistente de ingeniería - Michael Harris – asistente de ingeniería - Luis Flores – asistente de ingeniería - Deshiell Le Francis – asistente de ingeniería |

Creativos
| - Adele – dirección artística y diseño general - Phil Lee – dirección artística y diseño general | - Alasdair McLellan – fotógrafo de la portada y contraportada - Alexandra Waespi – fotógrafo del folleto |

Otros
- Petr Pycha – contratante de orquesta

## Posicionamiento en listas
| Listas (2015)     | Mejor posición |
| ----------------- | -------------- |
| Argentina (CAPIF) | 1              |

## Historial de lanzamiento
| Región         | Fecha                   | Edición(s) | Formato(s)                | Discográfica              | Cat.          | Ref.                    |
| -------------- | ----------------------- | ---------- | ------------------------- | ------------------------- | ------------- | ----------------------- |
| Varios         | 20 de noviembre de 2015 | Estándar   | CD Descarga digital vinyl | XL Columbia               | XLCD740       | [ 195 ]                 |
| Estados Unidos | 20 de noviembre de 2015 | Deluxe     | CD                        | XL Columbia               | 50281802      | [ 196 ]                 |
| Japón          | 20 de noviembre de 2015 | Deluxe     | CD                        | Hostess UMG               | BGJ-5252      | [ 197 ]                 |
| Corea del Sur  | 2 de diciembre de 2015  | Estándar   | CD Descarga digital       | Kang&Music                | KACD1508      | [ 198 ]                 |
| China          | 21 de diciembre de 2015 | Estándar   | CD Descarga digital       | BeggarsChina- XL Starsing | 9787883258315 | [ 199 ]                 |
| Todo el mundo  | 24 de junio de 2016     | Estándar   | Streaming                 | XL Columbia               |               | [ 200 ] [ 201 ] [ 202 ] |